# Parasmittina inalienata
Parasmittina inalienata är en mossdjursart som beskrevs av Tilbrook 2006. Parasmittina inalienata ingår i släktet Parasmittina och familjen Smittinidae. Inga underarter finns listade i Catalogue of Life.